# Liebfrauenstraße (Trier)
Die Liebfrauenstraße ist eine Straße in der Trierer Innenstadt. Sie verläuft vom Domfreihof mit der Liebfrauenkirche in Richtung Mustorstraße/Konstantinbasilika. Die Liebfrauenkirche ist hierbei namensgebend.
Straßenbildprägend ist insbesondere der Torbogen, der die Straße am Südende beim Übergang in die Straße Am Breitenstein überspannt. Er wurde 1909/1910 nach dem Entwurf Trierer Architekten Peter Marx (1871–1958) an der Stelle eines Torbogens aus dem 16. Jahrhundert gebaut. Auf der brüstungsartigen Erhöhung steht eine Kreuzigungsgruppe als Doppelfigur. In der Straße gibt es acht Kulturdenkmäler. Die meisten dieser Gebäude sind herrschaftliche Höfe und kirchliche Gebäude. Dazu zählen das Bischöfliche Kapitol und das Palais Kesselstatt. Am Anfang der Straße steht die gotische Liebfrauenkirche, die älteste Kirche dieser Art in Deutschland.
In der Liebfrauenstraße 2 stand ein zerstörter Schulbau aus dem Jahr 1836, der durch sein Walmdach und seine im Vergleich zum Umfeld recht kahle, ornamentlose Fassade auffiel. Er entstand seinerzeit anstelle eines Vorgängerbaus von 1810. Der Bau wird dem Baumeister Johann Georg Wolff zugeschrieben, der auch viele andere historische Trierer Gebäude errichtete.
In der Straße befinden sich auch die Überreste des ehemaligen Klosters St. Afra.
Das bekannteste Geschäft in der Liebfrauenstraße ist die „Rappelkiste“. Des Weiteren befindet sich die Weinstube Kesselstatt im gleichnamigen Palais in der Straße.

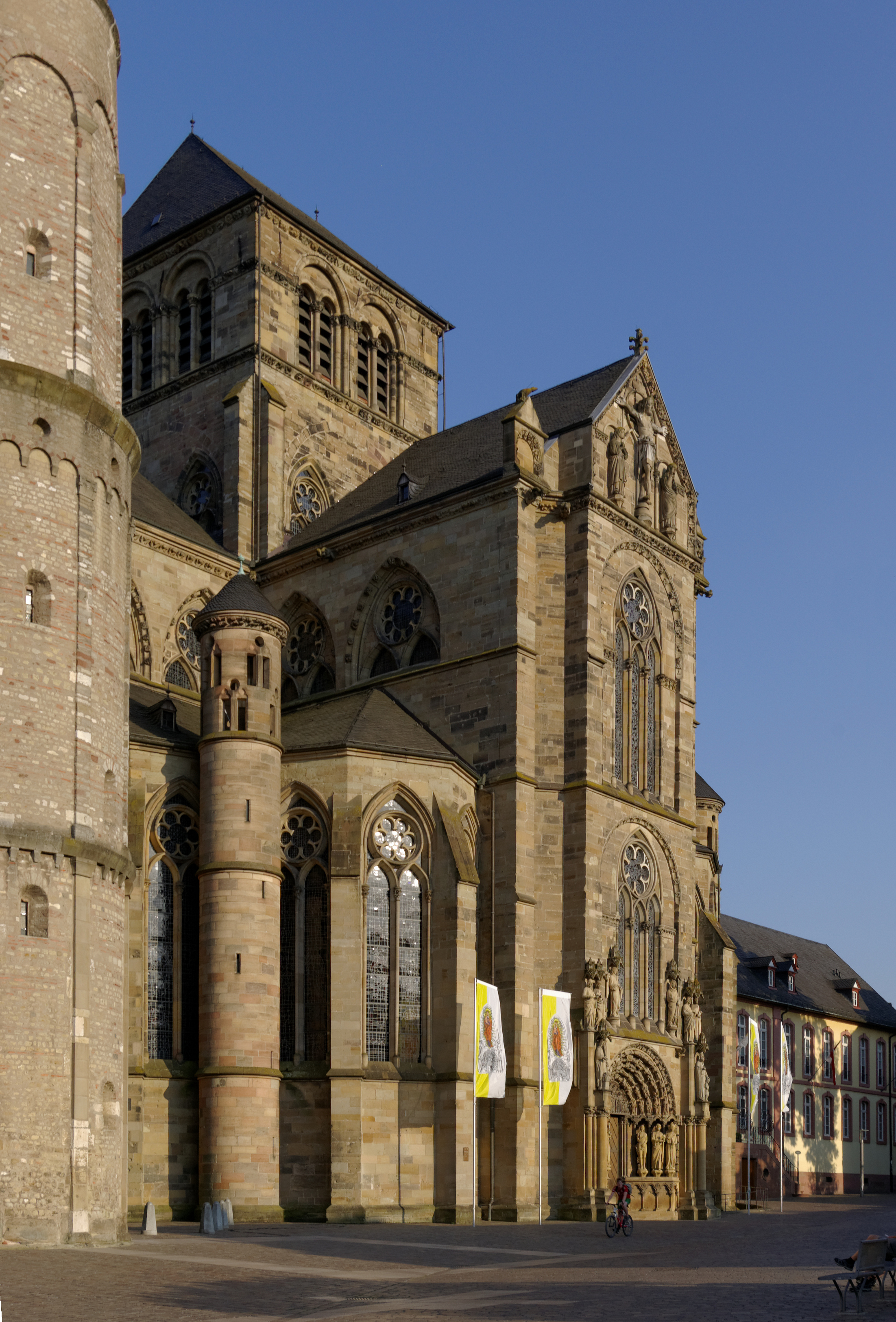
Liebfrauenbasilika
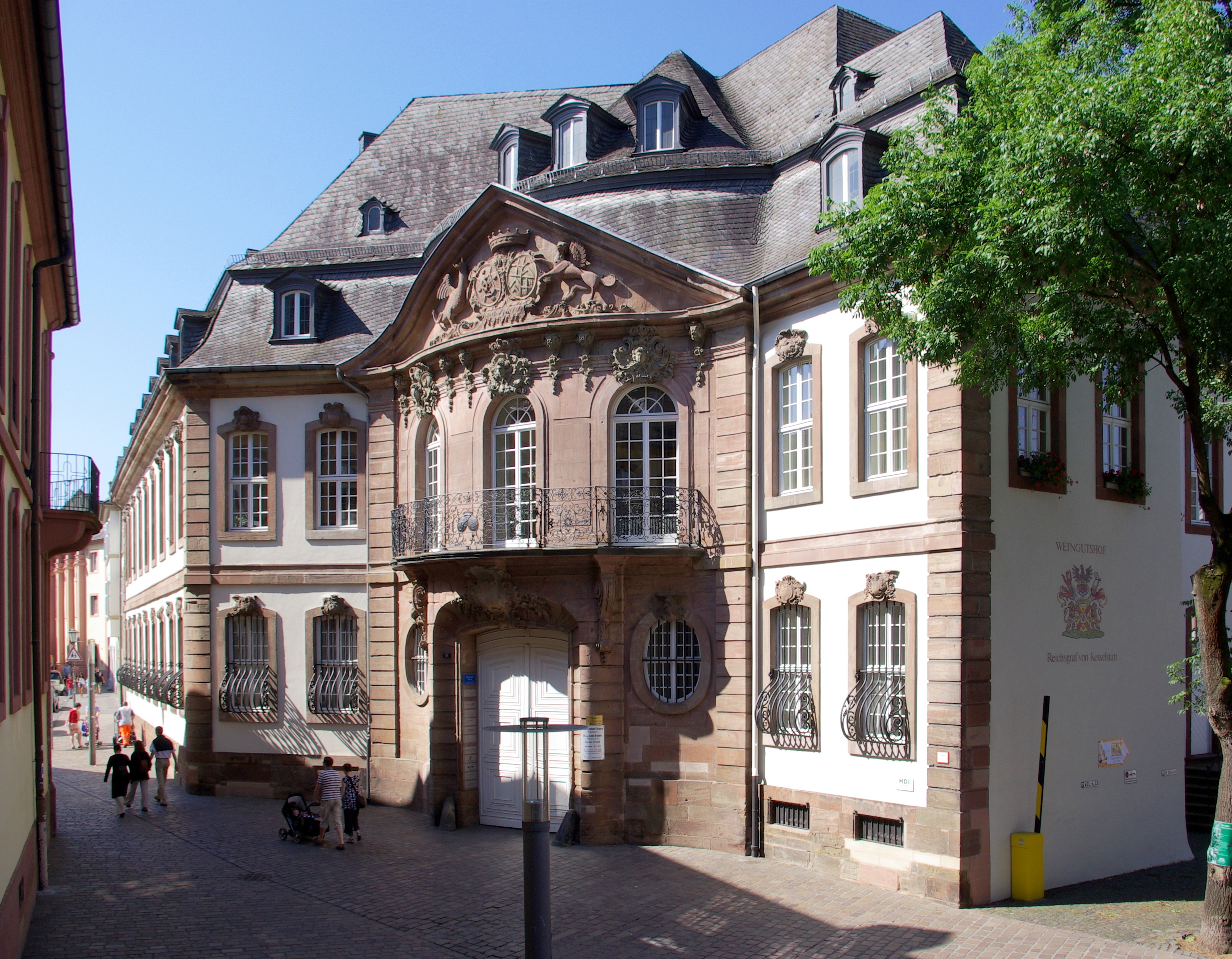
Palais Kesselstatt
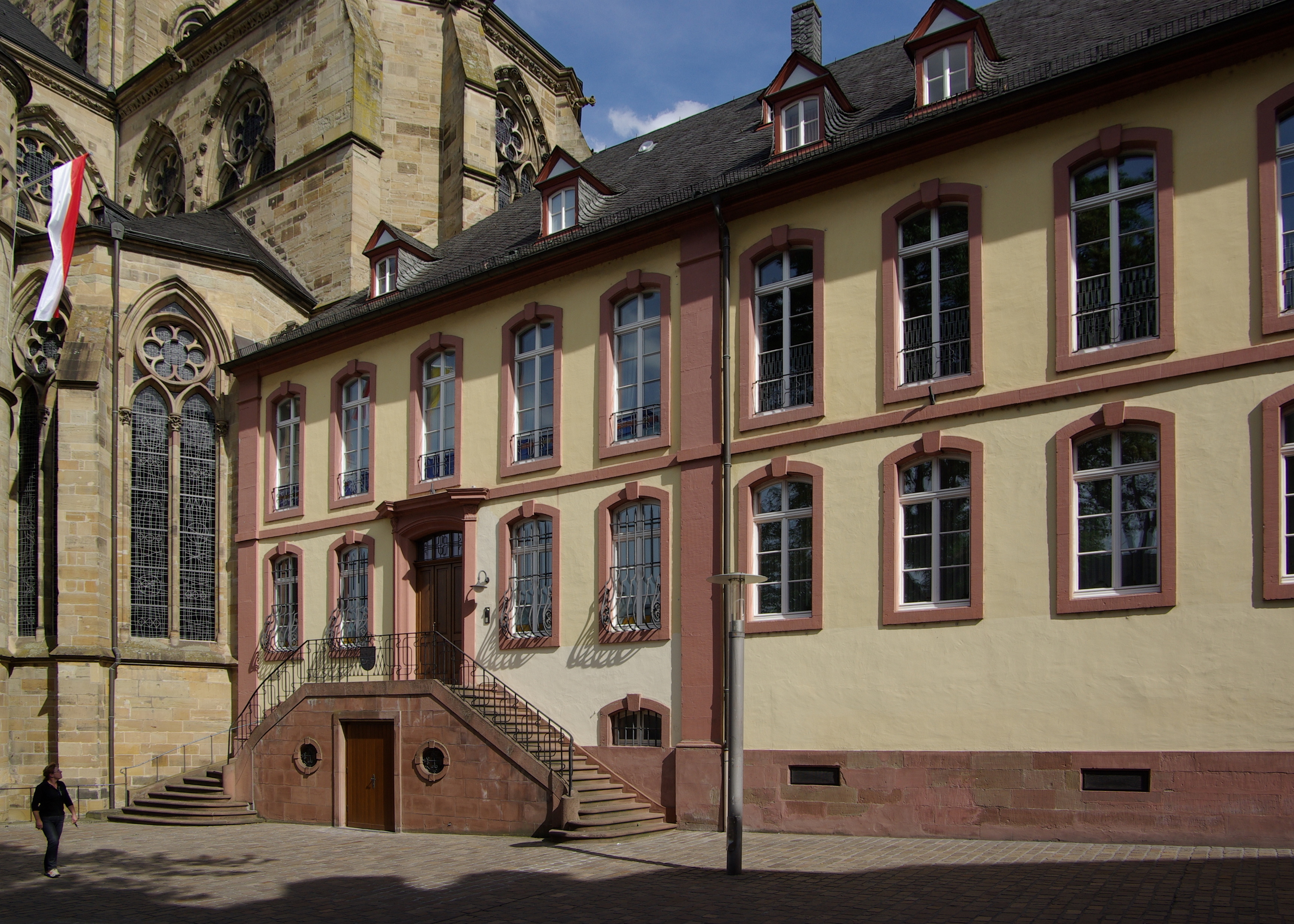
Bischofshof, Nordteil
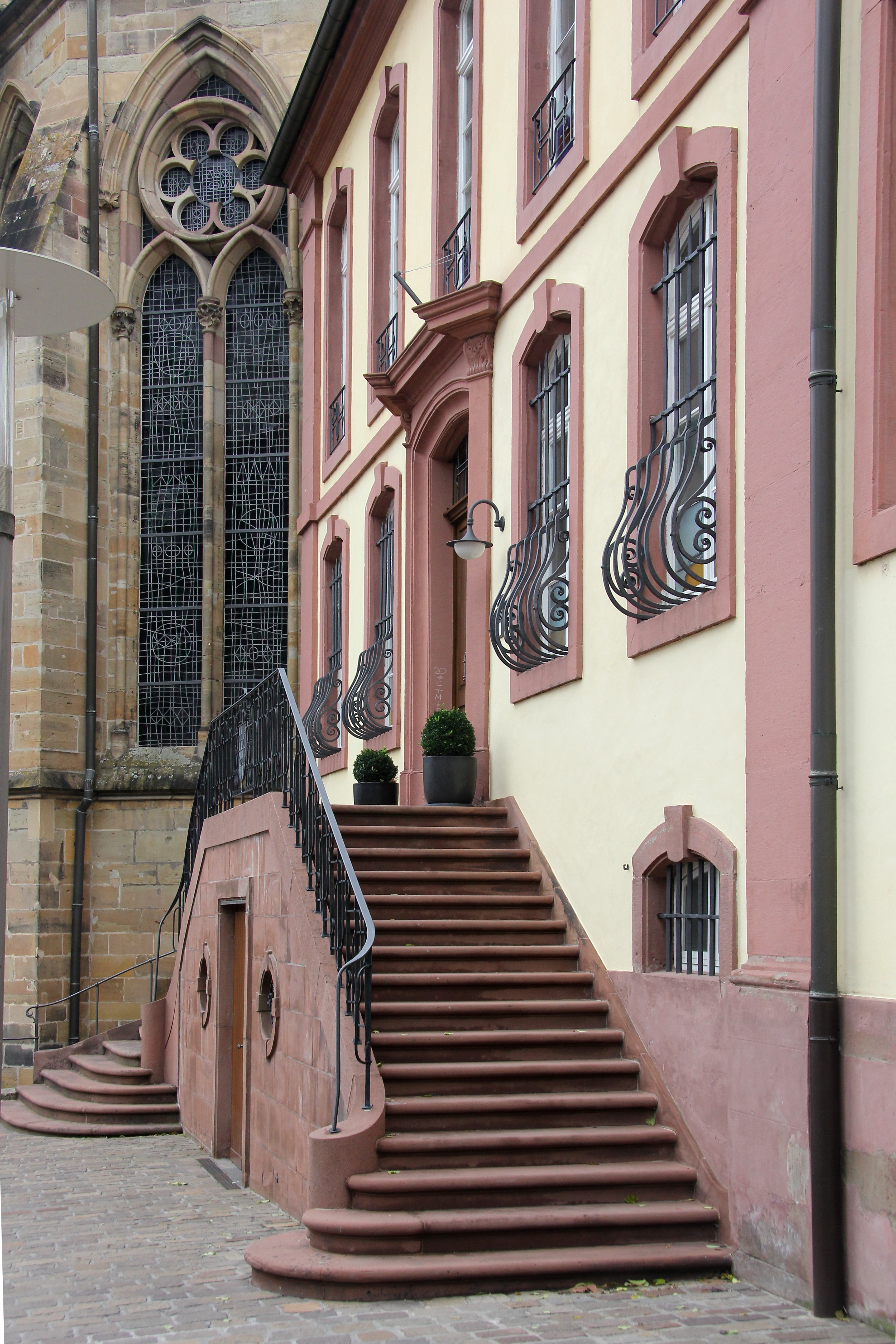
Treppenaufgang zur Bischofsresidenz
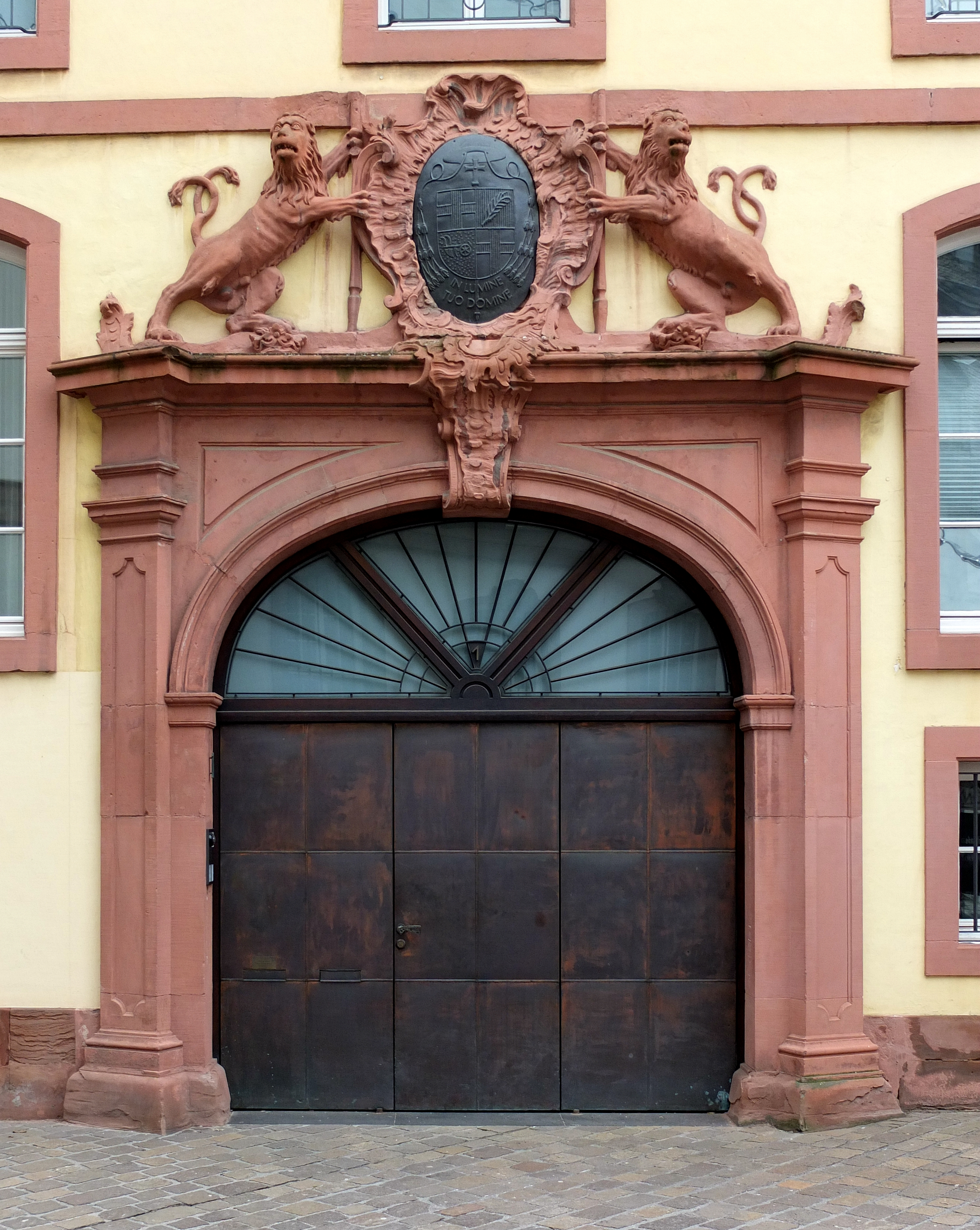
Portal Liebfrauenstraße 1
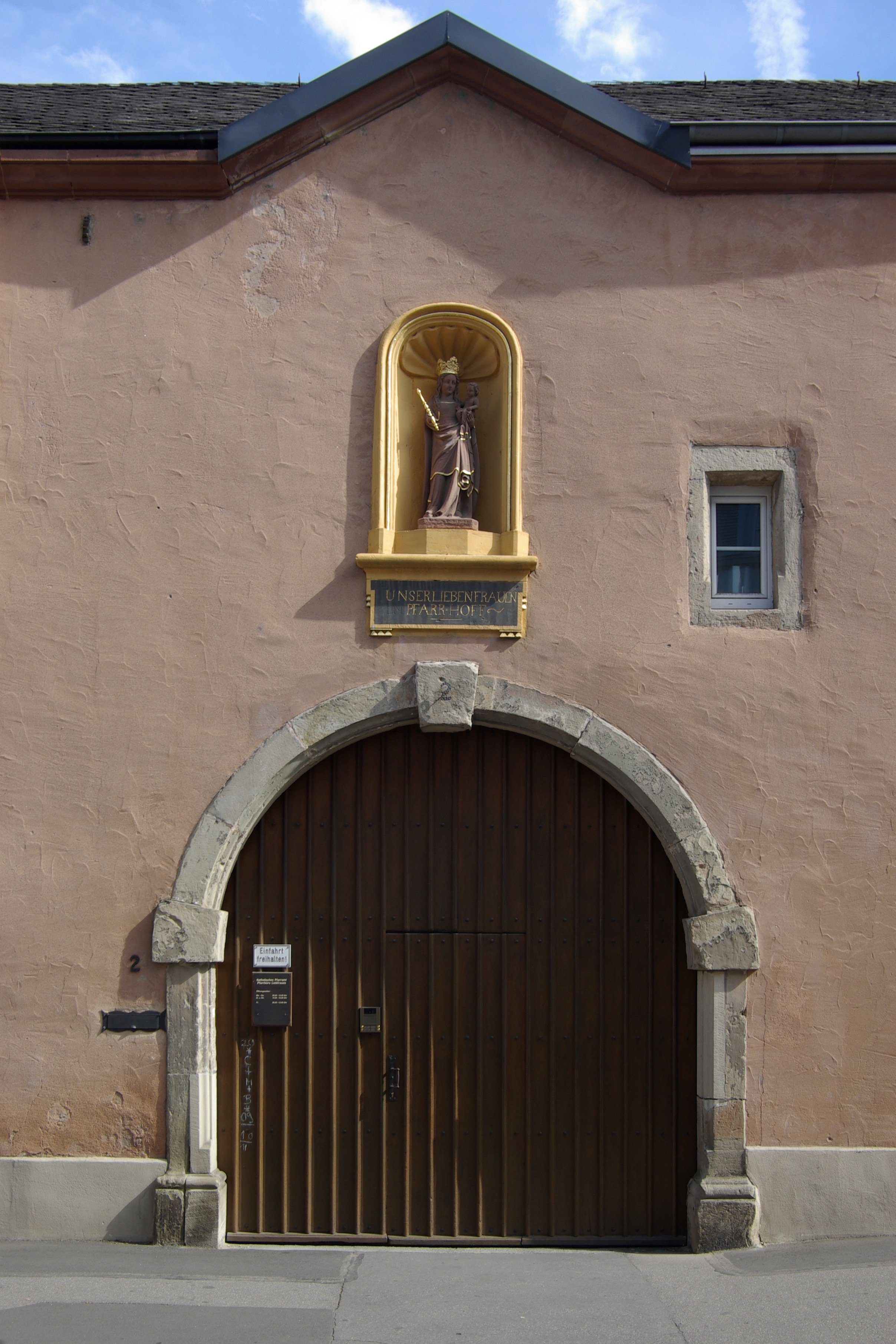
Liebfrauenstraße 2–4: ehemaliger Metternicher Hof, Portal
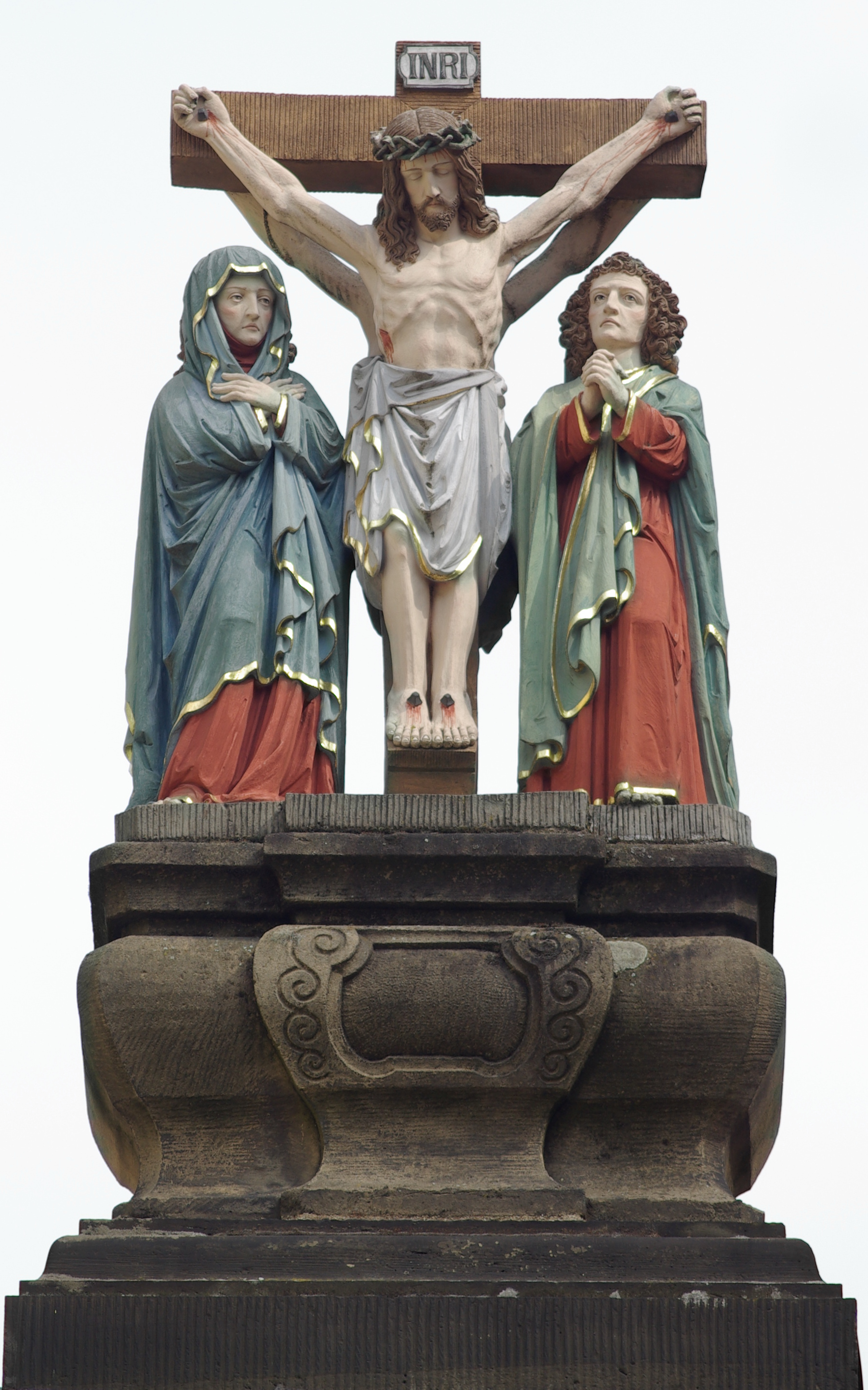
Kreuzigungsgruppe auf dem Bogen
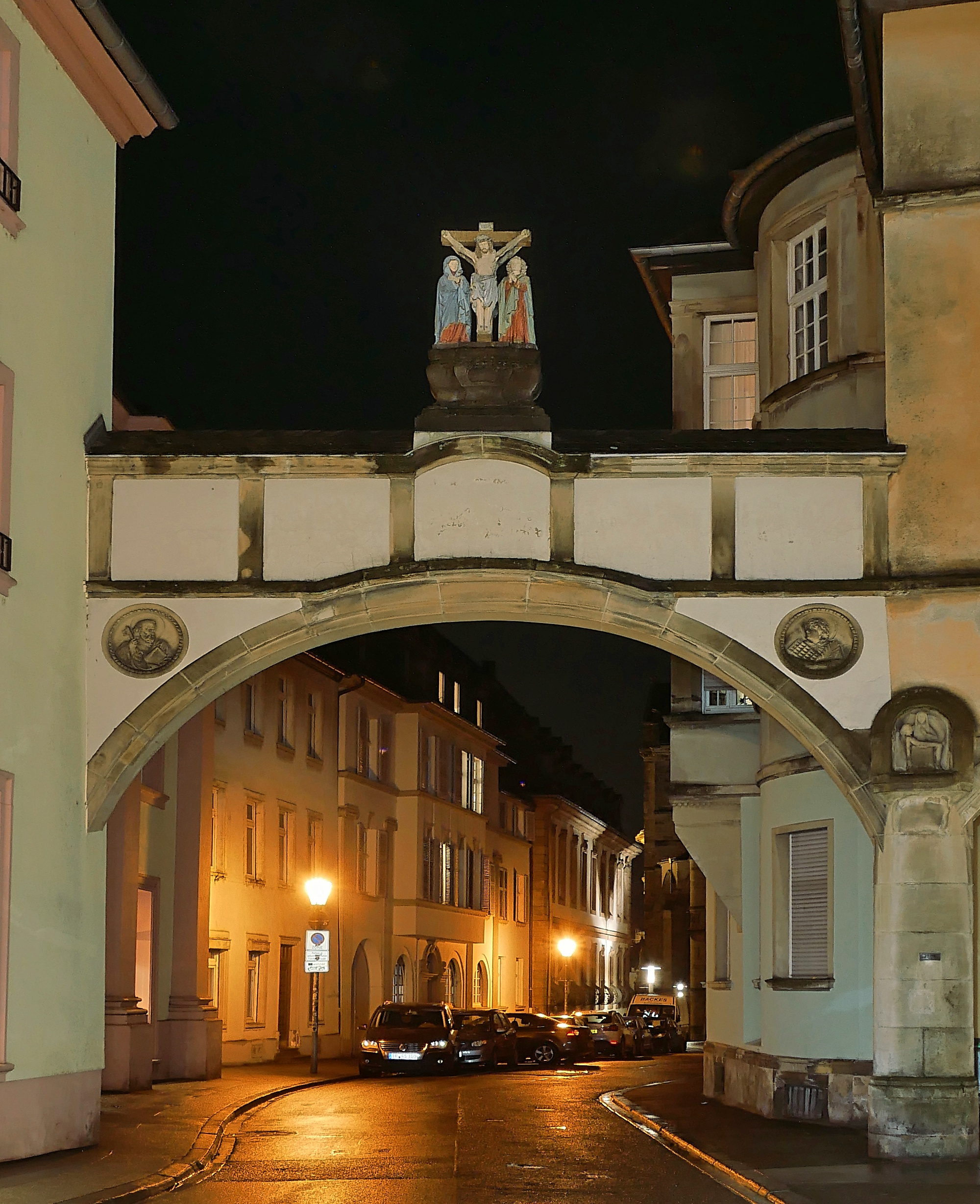
Eingangsbogen nachts
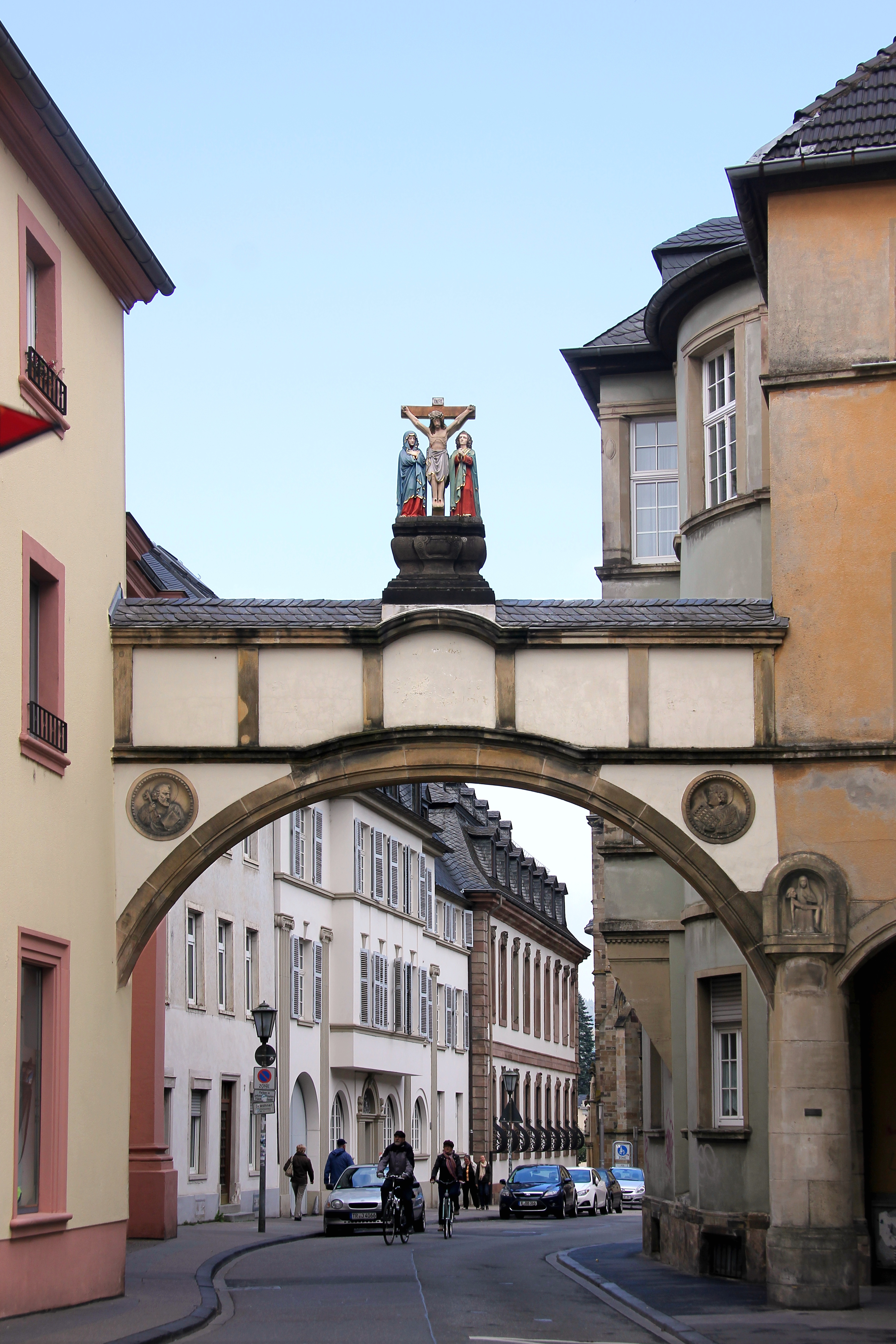
… und mittags
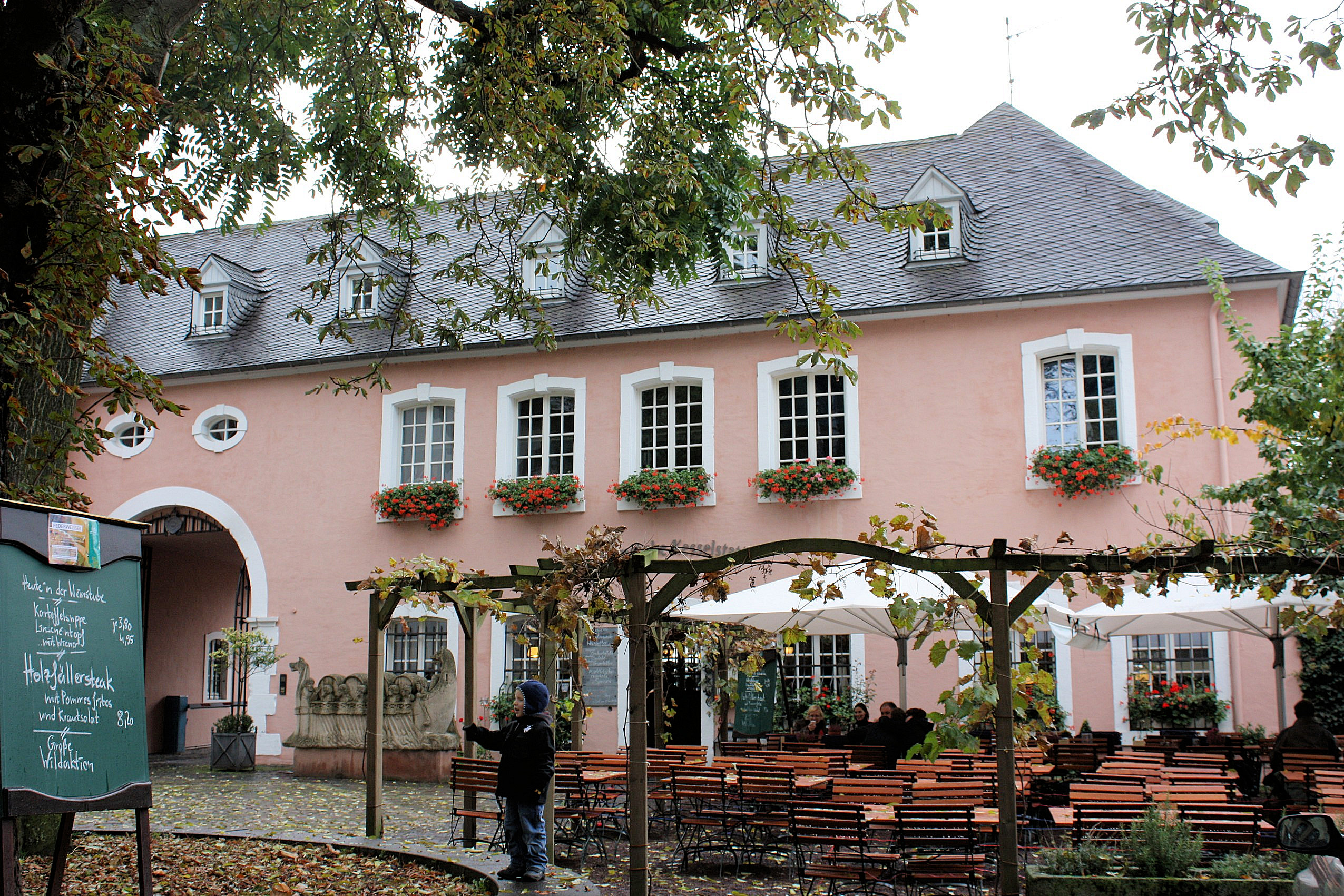
Bernardhof, Weinstube Kesselstatt